# Habitatge al carrer Major, 11 (Bellvís)
Habitatge al carrer Major, 11 és un edifici al poble dels Arcs, al municipi de Bellvís (Pla d'Urgell) inclosa a l'Inventari del Patrimoni Arquitectònic de Catalunya.

## Descripció
Edifici entre mitgeres, actualment molt deteriorat. Ubicat al carrer major, on hi ha altres habitatges familiars de característiques arquitectòniques interessants, realitzats entre els segles xviii i xix. L'atractiu d'aquesta façana són els elements decoratius que emmarquen les balconades. Mostres d'aquests emmarcaments es troben en edificis de començaments de segle xix a la comarca.
Segurament la configuració arquitectònica respon a una cronologia similar a la resta de cases del carrer, però els elements decoratius aplicats podrien ser del segle xix.